# 오스만 카카이
오스만 조반 카카이(영어: Osman Jovan Kakay, 1997년 8월 25일 ~ )는 시에라리온의 프로 축구 선수로, 프리메이라리가 클럽 보아비스타에서 수비수로 활약하고 있다. 잉글랜드에서 태어난 그는 시에라리온 국가대표팀에서 뛰고 있다.

## 구단 경력

### 퀸스 파크 레인저스
퀸스 파크 레인저스의 아카데미에서 활약한 카카이는 2015년 구단과 첫 프로 계약을 체결했다. 2016년 1월 29일, 그는 2017년까지 QPR에 잔류하는 1년 계약을 체결했다.
그는 로치데일과의 EFL컵 2라운드 경기에서 미드필드 오른쪽에서 선발 출전해 73분 만에 퀸스 파크 레인저스의 응원을 받아 교체됐다.
2016년 1월 29일, 카카이는 리빙스턴에서 시즌이 끝날 때까지 임대 계약을 맺었다. 2016년 1월 30일, 카카이는 리빙스턴이 스코티시 챔피언십에서 덤버턴에게 1-0으로 패한 원정 경기에서 풀타임을 소화하며 프로 데뷔 전을 치렀다.
2017년 1월 31일, 카카이는 체스터필드에서 2016-17년 시즌이 끝날 때까지 임대 계약을 맺었다.
2018년 11월, QPR은 카카이에게 계약 연장을 제안했고, 2021년까지 로프터스 로드와의 계약을 연장했다.
2020년 9월 5일, 플리머스 아가일과의 EFL컵 경기에서 프로 무대 첫 골을 기록했다.
2021년 5월 1일, 카카이는 2-0으로 이긴 스토크 시티와의 원정 경기에서 챔피언십 첫 골을 기록했다.
2024년 5월 6일, QPR은 카카이가 계약이 만료되는 여름에 클럽을 떠날 것이라고 발표했다.

### 보아비스타
2025년 2월 12일, 카카이는 프리메이라리가 클럽 보아비스타에 자유 이적으로 합류하여 2024-25년 시즌이 끝날 때까지 계약을 체결했다.

## 국가대표팀 경력
2018년 9월 9일, 카카이는 에티오피아와의 2019년 아프리카 네이션스컵 예선 경기에서 시에라리온 국가대표팀 데뷔 전을 치렀다.
2021년 12월, 카카이는 다가오는 2021년 아프리카 네이션스컵의 시에라리온 선수단에 이름을 올렸고, 국가는 1996년 이후 처음으로 대회에 출전할 준비를 했다. 카카이는 토너먼트 전 우승 후보 중 하나이자 보유자인 알제리를 무득점 무승부로 잡으면서 개막전 90분을 소화했다.